# Prawo do bycia idiotą
Prawo do bycia idiotą – album grupy Dezerter, wydany w roku 2010, nakładem wydawnictwa Mystic Production.
Nagrań dokonano pomiędzy lipcem a wrześniem 2010 r. Patronat mediowy nad wydaniem płyty objął miesięcznik Dzikie Życie. Album uzyskał Nagrodę Muzyczną Fryderyk w kategorii rock.
O albumie członkowie grupy mówią tak:
Prawo do bycia idiotą to jedno z nigdzie niezapisanych praw, z którego nasi obywatele tak chętnie korzystają. Jest to również tytuł nowego studyjnego albumu Dezertera. Jak zwykle zapraszamy bezmyślnych do refleksji, a myślących do zabawy.

## Lista utworów
1. „Ratuj swoją duszę”
2. „Jesteśmy sektą”
3. „Co za czasy?”
4. „Blasfemia”
5. „My Polacy”
6. „Do widzenia na dzień dobry”
7. „Kłam”
8. „Prawo do bycia idiotą”
9. „Made in China”
10. „Świnie”
11. „Ekonomia”
12. „Żaden Bóg”

## Twórcy
- Robert Matera – śpiew, gitara
- Jacek Chrzanowski – gitara basowa, śpiew
- Krzysztof Grabowski – perkusja

Ponadto
- Realizacja nagrań i mix: Adam Toczko
- Mastering: Leszek Kamiński
- Okładka: Krzysztof Grabowski
- Tłumaczenia tekstów: Jacek Trojanowski